# 胡麻花属
胡麻花属（学名：Heloniopsis）是百合科下的一个属，为多年生草本植物。该属共有4种，分布于东亚。
现为胡麻花属（Helonias L.）的异名

## 下属物种
本属包括以下物种：
- Helonias bullata L.[3]
- Heloniopsis orientalis